# Georg Rudolf Böhmer

Georg Rudolf Böhmer, Scherenschnitt

Georg Rudolf Böhmer, auch oft Rudolph (* 1. Oktober 1723 in Liegnitz, Schlesien, Habsburgermonarchie; † 4. April 1803 in Wittenberg, Kurfürstentum Sachsen) war ein deutscher Mediziner und Botaniker. Sein offizielles botanisches Autorenkürzel lautet „Boehm.“.

## Leben
Böhmer wurde als Sohn des Liegnitzer Apothekers Benjamin Böhmer und dessen Frau Juliane (geb. Neuhaus) geboren. Nach dem Besuch des Gymnasiums in Liegnitz, immatrikulierte er sich im April 1742 an der Universität Leipzig. In Leipzig absolvierte er zunächst ein Studium der philosophischen Grundwissenschaften und wollte ursprünglich Theologe werden. Sicherlich unter dem Einfluss seines Bruders Johann Benjamin Böhmers (1719–1754), wendete er sich aber dem medizinischen Studium zu.
Hierzu frequentierte er unter anderem die Vorlesungen von Augustin Friedrich Walther,
Johann Zacharias Platner und Christian Gottlieb Ludwig. In letzterem fand er Aufnahme in dessen Haus und einen großen Förderer. Am 10. September 1746 erlangte er den Grad eines medizinischen Baccalaureus und am 20. März 1750 den eines medizinischen Lizentiaten und wurde daraufhin zum Doktor der Medizin promoviert. Nach dem Tode Abraham Vaters, wurde Böhmer 1752 an die Universität in Wittenberg als Professor für Anatomie und Botanik berufen. Welche Aufgabe er am 3. August 1752 mit der Abhandlung de plantis fasciatis antrat und zugleich Aufseher des botanischen Gartens der Universität und die Naturalienkammer derselben wurde.
Er schrieb über die Flora von Leipzig, über das Zellgewebe der Pflanzen, über die Beschaffenheit der Samen über Nektarinen und verfasste eine Übersicht über die Pflanzenwelt mit dem Werk „Bibliotheca scriptorum historia naturalis“ in fünf Teilen, die von 1785 bis 1789 erschien. Eine Pflanzengattung aus der Familie der Urticaceen, die Boehmeria, wurde von ihm zuerst beschrieben und nach ihm benannt. Es handelt sich dabei um Faserpflanzen, die inzwischen industriell verarbeitet werden. Weitere kleine Abhandlungen wie akademische Programme, Zeitungsartikel und Dissertationen über Anatomie, Physiologie sowie über pharmazeutische Botanik, erweitern sein 130 Publikationen umfassendes Schaffenswerk.
Als Professor in Wittenberg verwaltete er den Lehrstuhl für Botanik und Anatomie und schließlich 1782 den für Therapie. Wobei ihm nebenamtlich 1753 die Aufgaben als Physikus der Stadt Wittenberg, 1766 des Kreisamtsphysikus und 1791 des Physikus der Stadt Kemberg übertragen wurden. Über 40 Jahre widmete er sich der Hebammenausbildung und auf sein Wirken hin wurde die Obduktion des in Wittenberg berühmten Jacob Kahle (Fresskahle) angeordnet. Auch beteiligte er sich an den organisatorischen Aufgaben der Wittenberger Hochschule. So war er dreißig Mal Dekan der medizinischen Fakultät und neun Mal Rektor der Bildungseinrichtung.
Böhmer hatte sich 1757 in Leipzig, mit Florentina Elisabeth Tripto (* 6. April 1736 in Leipzig, ~ 7. April 1736 ebenda; † 15. Dezember 1763 Wittenberg), die Tochter des Leipziger Kaufmanns Johann Christian Tripto (* 14. Oktober 1698 in Leipzig, ~ 15. Oktober 1698 ebenda; † 12. Januar 1745 ebenda) und dessen zweiter am 4. April 1731 in Leipzig geheirateten Frau Johanna Sophia (geb. Schwabe; † März 1757 in Leipzig), die Stieftochter seines Bruders Johann Benjamin, verheiratet. Man weiß das eine Tochter den Oberpfarrer und Superintendenten von Doberlug(-Kirchhain) Carl Traugott Kretzschmar (* 10. September 1747 Dresden; † 15. März 1786 in Doberlug) heiratete, aus welcher Ehe der später angesehene Homöopath Karl Traugott Kretzschmar (* 15. April 1786 in Doberlug; † 10. April 1837 in Belzig) hervorgegangen ist.
Heute befindet sich für den unermüdlich arbeitenden Böhmer, der Berufungen nach Göttingen (1759) und nach Erlangen (1763) ablehnte, eine Gedenktafel am Gebäude der Leucorea, die die Person des am 4. April 1803 in Wittenberg Verstorbenen ehrt.

## Dedikationsnamen
Ihm zu Ehren wurden die Gattungen Boehmeria (Ramie-Pflanzen) der Pflanzenfamilie der Brennnesselgewächse (Urticaceae) und Boehmeriopsis der Familie der Maulbeergewächse (Moraceae) benannt.

## Werke
- Lexicon rei herbariae tripartitum, continens etymologiam nominum et terminologiam partim in descriptione, partim in cultura plantarum assumptum. Crusius, Leipzig 1802. (Digitalisat)
- Technische Geschichte der Pflanzen, welche bey Handwerken, Künsten und Manufakturen bereits im Gebrauche sind oder noch gebrauchet werden können. Weidmann, Leipzig 1794. (Digitalisat Theil 1), (Theil 2)
- Bibliotheca scriptorum historiae naturalis oeconomiae aliarumque artium ac scientiarum ad illam pertinentium realis systematica. 5 Bände. Junius, Leipzig 1785–1789. (Digitalisat Band 1,1), (Band 1,2), (Band 2,1), (Band 2,2), (Band 3,1), (Band 3,2), (Band 4,1), (Band 4,2), (Band 5)
- Systematisch-literaerisches Handbuch der Naturgeschichte, Ökonomie und anderer damit verwandter Wissenschaften und Künste. Julius, Leipzig 1785–1789. 5 Bände. (Digitalisat Band 1,1), (Digitalisat Band 1,2), (Band 2,1), (Band 3,1), (Band 3,2), (Band 4,1), (Band 4,2), (Band 5)
- De consensu uteri cum mammis caussa lactis dubia. Langenheim, Lipsiae 1750 (Digitalisat)
- De Nectariis Florum. Wittenberg 1758. (Digitalisat)